# Legend of Legaia
Legend of Legaia, abreviado como "LoL", é um jogo RPG que foi produzido pela desenvolvedora japonesa Contrail e que, como Wild Arms, possui um sistema de batalhas único.
O jogo foi lançado para Playstation no ano de 1998 no Japão,1999 nos EUA e em 2000 na Europa. A capacidade do console foi bem aproveitada pelo jogo com belos gráficos poligonais em 3D.

## Introdução
No começo, Deus criou os céus, a terra e os mares. Para comandar este mundo, Deus criou a humanidade em sua própria imagem. Apesar de serem dotados do próprio espírito Dele, os humanos foram impulsivos e fisicamente mais fracos do que as bestas selvagens do mundo. A humanidade alcançou a beira da extinção.
Para socorrer suas criações, Deus os presenteou com o místico "Seru".Os Serus eram criaturas com aparências diversificadas que pareciam ter sido feitos de pedra. Quando um humano tocou um Seru, ambos fundiram-se. O homem, então, ganhou poderes extraordinários, como força sobre-humana, poderes mágicos e até a habilidade de voar. A humanidade separou-se de suas origens selvagens e fundou uma civilização onde humanos e Serus viveriam em íntima harmonia.
Contudo, num dia sombrio, uma neblina misteriosa (chamada de Mist dentro do jogo, sendo "névoa" a sua tradução para o português) apareceu do nada. Quando tal neblina tocava um Seru, ele ia à loucura a ponto de atacar a tudo e todos em volta. Um humano fundido com um Seru dentro dessa neblina era transformado num monstro insano que tem sede por sangue. Tal neblina rapidamente espalhou-se de seu local de origem nas regiões de Karisto e cobriu o planeta por inteiro. A civilização humana entrou em colapso quase que instantaneamente, e somente poucos conseguiram isolar-se da neblina sucessivamente sobrevivendo.
A vila Rim Elm é um exemplo. Seus habitantes escondiam-se dela atrás de uma muralha imensa e deixavam esta proteção somente para caçar e procurar por comida: um perigoso e, algumas vezes, mortal esforço. Um jovem chamado Vahn, de 15 anos, brevemente embarcaria em sua primeira caça, depois do evento em que os caçadores voltaram não com a comida, mas com um amigo de infância de seu pai: Juno (também pai de Mei). Tal tragédia relembra aos habitantes de Rim Elm da situação precária de sua vila. Ele finalmente teria uma oportunidade para mostrar todo o seu potencial obtido com os treinos proporcionados por Tetsu, seu mestre e um monge de Biron Monastery (em português: "Monastério de Biron")
Durante a noite, a vila acorda com o barulho da batida em seus portões; quem estava batendo era um indivíduo que revela ser Zeto, um servidor da Mist. Ele invoca os poderes de Juggernaut, uma besta enorme, para demolir a parede, fazendo com que os Serus a neblina malévola, e até alguns monstros que habitam o lado de fora invadam a vila. Vahn é então forçado a defender ambos a si mesmo e a vila da neblina e dos monstros invasores.
Quando menos se esperava e toda a esperança de viver tinha dessipado-se, Vahn conhece uma entidade que estava contida na "Genesis Tree" (em português: "Árvore da Vida") da vila, que chamava a si mesmo de "Ra-Seru". De acordo com o conselho do Ra-Seru, Vahn toca gentilmente a Genesis Tree e veste o poder de Meta, o Ra-Seru. Após isso, ambos reúnem os civis de Rim Elm para rezar pela Genesis Tree; revivendo a árvore e fazendo com que a mesma solte uma energia que, aparentemente, desintegra os Serus e monstros presentes ali e empurra a neblina para longe.
No dia seguinte, após a cerimônia da ida de Juno ao "Valley Noaru" (o mesmo que o céu em Legaia), Vahn despede-se de Mei e os habitantes de Rim Elm e segue sua jornada.
Através de Vahn, apoiado pelos habitantes de Rim Elm e junto de Meta, o jogador deve aventurar-se por dentro da neblina e, não só procurar pelas Genesis Trees espalhadas pelo mundo mas, também, entender as origens do Seru e destruir a neblina junto com seu criador.

## Personagens

### Protagonistas
Os protagonistas (os nomes podem ser alterados conforme eles entram na equipe).

#### Vahn
Vahn é o personagem principal do jogo. É um personagem balanceado, sendo a força seu melhor atributo. Vahn vive em Rim Elm, um vilarejo de Drake Kingdom. Diferente dos outros dois protagonistas, Vahn possui uma família: Seu pai, Val e sua irmã, Nene. Vahn aprendeu artes marciais com o monge de Biron, Tetsu. Como armas Vahn pode usar facas, espadas e luvas e seu Ra-Seru Meta possui afinidade com o elemento fogo.

#### Noa
Noa é a mulher da equipe. Uma garota orfã, que foi criada desde bebê pelo Ra-Seru Terra (que utilizou-se do corpo de uma loba para cuidar de Noa) em Snowdrift Cave. Por viver em exclusão, Noa tem um comportamento infantil e não tem conhecimento dos costumes humanos. Freqüentemente, Noa tem sonhos em que seus pais chamam por seu nome. No decorrer do jogo Noa aprenderá sobre os sentimentos humanos e sobre sua própria origem. Como guerreira, Noa possui uma velocidade incrível e sua barra de comandos é a maior dentre os três heróis. Em contrapartida Noa possui o menor poder de ataque e o menor poder de defesa. Como armas ela utiliza-se de garras e tonfas e seu Ra-Seru Terra possui afinidade com elemento Vento.

#### Gala
Gala é o último personagem a entrar na equipe. É um monge guerreiro que vive no Biron Monastery, tendo o título de Master Teacher (na hierarquia de Biron, Gala só está abaixo do Master Zopu, o cabeça do templo). Como monge, Gala procura a perfeição do corpo e da mente sem o uso de Serus. No entanto com a traição de seu melhor amigo, Songi, Gala se vê obrigado a utilizar-se do poder do Seru para impedí-lo. Dessa maneira, Gala, é excomungado de Biron por quebrar as regras ao usar o Ra-Seru Ozma. Ele decide então se juntar a Vahn e Noa para liberar Legaia da Mist e por fim a ambição de Songi. Como guerreiro, Gala tem a maior defesa e o maior poder de ataque (tanto mágico quanto físico), no entanto sua velocidade e agilidade são as menores entre os três heróis. Como armas, Gala utiliza-se de maças e machados e seu Ra-Seru, Ozma tem afinidade com o elemento Trovão.

### Chefes
Um dos detalhes de Legend of Legaia que o fez ser um jogo de RPG clássico do PS1, é a sua diversidade de chefes, a maioria com personalidade forte e papel fundamental para o decorrer da história. Aqui estão a lista dos principais chefes, em ordem de aparecimento:
- Golem: Monstro de pedra bloqueando a passagem para a Genesis Tree de Mt. Rikuroa, e enfrentado por Noa e Terra.
- Caruban: Seru comandado por Zeto cuja missão era destruir a Genesis Tree encontrada na Mt. Rikuroa.
- Viguros: Fazendo uso dos poderes de seu Seru, Songi evoca dois Serus chamados de Viguro para enfrentar os heróis na East Voz Forest.
- Songi: Rival de Gala, por seus propósitos malignos, ele utiliza um Ra-Seru assim como Noa, Gala e Vahn, porém o usa com fins maléficos. Durante o jogo, após derrotar os dois Viguros que Songi manda para matar Vanh, Noa e Gala (ainda sem seu Ra-Seru Ozma) em East Voz Forest, é possível perceber no diálogo essa confirmação implícita do Songi estar utilizando um Ra-Seru. Meta (o Ra-Seru de Vahn) diz "O Seru no braço do Songi, é definitivamente um (...)".  Songi é enfrentado pela primeira vez no primeiro gerador de névoa do jogo. Nesta batalha o jogador utiliza apenas Gala para enfrenta-lo. Ele é novamente enfrentado em Mt. Letona e esta sua segunda versão mostra metade de seu corpo possuído pelo seu Seru. Após a primeira batalha contra Cort, Songi é enfrentado pela terceira e última vez, tendo seu corpo totalmente consumido pelo Seru. Agora no auge de seu poder, promete derrotar os heróis e sugar toda a energia da Great Genesis Tree (ato que ele já estava fazendo quando os heróis o interromperam).
- Zeto: Anteriormente foi Secretário de Estado em Conkram. Guardião do gerador de neblina de Drake Kingdom.
- Berserker: Seru enfrentado no Sky Garden, em Jeremi. É um dos primeiros oponentes do jogo a usar de ataques  que causam status "Rot" e "Toxic".
- Xain: Monstro dominando por um Seru, causador dos terremotos no Underground Octam e enfrentado no Fire Path, sendo um dos inimigos mais difíceis do jogo.
- Van Saryu: Rei de Ratayu que encontrava-se possuído por um Sim-Seru.
- Dohati: Anteriormente foi Secretário do Interior em Conkram. Guardião do gerador de neblina de Sebucus Islands.
- Gaza: O melhor espadachim de Sol Tower. Quando seu filho, Theodor e seus netos Belthe e Mar foram assassinados por Serus, Gaza cegado por vingança passas seus dias aniquilando Serus na região com neblina em Sol Tower. Ele vê em Noa uma grande semelhança com sua neta. É enfrentado duas vezes, sendo a segunda ele possuído por um Sim-Seru dado a ele por Songi.
- Família Delilas: Três irmãos que eram inicialmente guarda costas pessoais da família real de Conkram. Tornam-se servos de Cort após a criação da neblina e atuam como protetores de Koru (Seru do Gelo que mantém as Genesis Trees de Buma congeladas, impedindo-as de voltar a vida). Gi Delilas, Lu Delilas e Che Delilas aparecem pela primeira vez em Shadow Gate e mais tarde são enfrentados em Nivora Ravine. Apesar de suas intenções, tem um enorme senso de honra (e de grandiosidade), enfrentando os três heróis em lutas um-contra-um. Gala enfrenta Che Delilas, o maior e mais forte dos Delilas. Noa enfrenta Lu Delilas, rápida e sagaz. E por fim Vahn enfrenta Gi Delilas, o poderoso líder do trio.
- Koru: O Seru do Gelo não era uma criatura maligna, porém Zora o colocou em Nivora Ravine para armazenar o calor do local e assim congelando a cidade de Buma e suas Genesis Trees. Um oponente cuja batalha é especial: o jogador tem 5 turnos para derrotá-lo e impedí-lo de executar um ataque extremo (de 9999 de dano) que elimina a equipe instantaneamente.
- Zora: Guardiã do gerador de neblina de Karisto Kingdom: Floating Castle.
- Rogue: Ra-Seru que foi corrompido, e ensinou a Cort e Jette como fabricar a Mist. É enfrentado em Rogue's Tower, durante o episódio em que os protagonistas vão ao passado em Conkram. Sua aparência assemelha-se a 4 cristais.
- Jette: Cientista de Conkram antes da neblina. Ajudou a Cort na criação desta e tornou-se seu braço direito após o este incidente. É quarto guardião do verdadeiro gerador de névoade Karisto Kingdom.
- Cort: Vilão principal da história. Irmão mais velho de Noa e príncipe de Conkram, criou a neblina inicialmente como uma arma de guerra contra o reino de Sol. A apresentação da arma é um fracasso, mas ela se mostra extremamente mais valiosa que Cort havia previsto anteriormente. Com ela, Cort consegue o controle sobre pessoas e Serus no jogo.
  - Ele é o último chefe do jogo. Aparece fundido ao Sim-Seru Juggernaut, usando de todo o seu poder para consumir toda a energia do planeta e tornar-se um ser supremo.

#### Chefes Alternativos
Aqui estão encontrados os chefes que não fazem parte da cronologia principal do jogo e, quando derrotados, dão algum item especial e/ou único em todo o jogo.
- Bees: Uma abelha rainha com mais três abelhas normais podem ser enfrentadas a partir de um certo ponto no jogo através de uma árvore em Rim Elm. Os personagens não podem usar Magic, pois seus Serus podem ferir os habitantes.
- Tetsu: Mentor de Vahn, Tetsu pode ser enfrentado mais tarde como um chefe opcional, enfrentado somente por Vahn, em certo momento do jogo. Esta batalha ocorre em Rim Elm e, assim como na luta contra as abelhas, Vahn não pode usar Magic. Tetsu é extremamente rápido, podendo executar vários golpes num único turno.
- Lapis: Considerado o oponente mais poderoso de todo o jogo. Um monstro que assemelha-se a um pássaro gigante cuja batalha acontece em Mt. Dhini, seu primeiro ataque é o "Lapis Wave" que coloca todas as barras de MPs de todos os personagens em 0/0 (conseqüentemente, o jogador não poderá usar Magic). Se os personagens recuperam o MP com itens, Lapis utiliza o golpe novamente. Ataca muito rápido e repetidademente. Ao derrotá-lo o item ganho é o Evil Medallion, que deixa possuído o personagem que equipá-lo (não pode ser controlado), mas o deixa muito mais forte, capaz de executar golpes aleatórios que vão além de sua barra de ataque.

## História

### Serus
Serus são criaturas de um mundo a Legaia, chamado "Seru-Kai". De acordo com a história, Tieg, um dos deuses da história, que governava a Legaia e  "Seru-Kai" criou os Serus para serem utilizados pelos humanos e melhorarem suas condições de vida, ajudando-os na evolução da humanidade. Mas, com o tempo, foi criada uma dependência enorme de ter cada vez mais Serus por parte do humanos. O primeiro Ra-Seru, Rogue, se rebelou contra os humanos, indignado por seus irmãos e irmãs serem usados apenas como ferramentas. Cheio de ódio, ele criou a "Mist" utilizando Cort como hospedeiro.

#### Ra-Seru
Depois do nascimento da Mist, alguns Serus conseguiram sobreviver dentro das "Genesis Trees". Estes são os "Ra-Serus", Serus bondosos. Ao longo do jogo são conhecidos Meta, Terra e Ozma, que se juntam aos três personagens principais: Vahn, Noa e Gala, respectivamente, para livrar o mundo da Mist. Ao todo existem 7 Ra-Serus supremos em Legaia e os 4 restantes são somente conhecidos pelo jogador depois de tarefas paralelas à história, em que os libertam de seus ovos. A magia destes 7 Ra-Serus podem ser obtidas durante o jogo e estes, teoricamente, possuem as magias mais poderosas da história do game. Eles são:
- Meta: Vermelho - Fogo
- Terra: Verde - Vento
- Ozma: Azul - Trovão
- Palma: Amarelo - Terra
- Mule: Verde Água - Água
- Horn: Branco - Luz
- Jedo: Roxo - Trevas

#### Sim-Seru
Sim-Serus são Serus que foram criados por Cort. Eles conseguem dominar a mente de humanos e são uma parte importante para o enredo do game.
- Juggernaut: Sim-Serus gigantes dotados de poderes descomunais que destróem tudo e a todos que estiverem em seu caminho. Faz sua primeira aparição logo no começo do jogo, numa CG, destruindo as muralhas de Rim Elm, mas nunca é enfrentado.

### Deuses em Legaia
- Tohn: Deus dos oceanos.
- Rem: Deus do tempo e das profecias. É bem cultuado, tem um templo abaixo da cidade de Octam, e dizem mitos que ele envia mensagens à pessoas por sonhos. Possui um mensageiro chamado Hari que tomou a forma de 3 recém-nascidos (representando o passado, presente e o futuro).
- Tieg: Deus mestre criador dos Serus e o imperador de Seru-Kai, lugar em que vive a Great Genesis Tree.

## Promoção
Apesar de muitos não acreditarem, foi produzido um comercial para ajudar nas vendas de Legend of Legaia. Nele, podemos ver dezenas de pessoas, crianças, e até mesmo um cachorro usando máscaras de gás, ao mesmo tempo que mostrava-se algumas cenas do game. As máscaras de oxigênio significam que as pessoas estão tentando se proteger da neblina que envolve a cidade, assim como que no game, os protagonistas querem acabar com neblina que traz tanto mal à Legaia. Alguns fãs que viram o comercial, também assemelharam a névoa com a poluição que atinge o planeta nas últimas décadas, e que, como no jogo, é possível acabar com ela.

## Trilha sonora
Liste de faixas de "The Legaia Original Soundtrack":
1. Theme of Legaia
2. Title
3. Prologue
4. Rim Elm
5. Mei
6. Night Requiem
7. Mist
8. Brand of the Holy Knuckles
9. Quiet Tree of Creation
10. The Awakening of the Tree of Creation
11. Barren Fields of Mist
12. Cave of Warmth
13. Attack
14. Lively Imperial Palace
15. Where are the Bairon Militan Priests
16. Forest of Mistery
17. A Happening that Could Not be Predicted
18. The Misty Nest
19. Songi's First Appearance
20. My Name is Songi
21. Disciples of the Mist
22. Earth of Joy
23. Light of the Town
24. Calling of the Relics
25. Gondola
26. Wild Declaration
27. Wanna Wanna
28. Quiet Destruction
29. Melody of Memories
30. Dream, Teague
31. Hurry Up
32. Misty Capital
33. Tower of the Seal
34. Young Nobleman of the Mist
35. Noel
36. Castle of Living Things
37. Unrivaled Chaos
38. Destruction of the Castle of Living Things
39. World of Humans
40. End Title

Também foi criada uma versão bônus deste disco, contendo algumas faixas utilizadas e não utilizadas de outros jogos, e temas do próprio Legend of Legaia, como o do treinamento de dança de Noa na Disco King, e os dois temas de combate com Koru: um utilizado no game, e outro, sendo uma espécie de demo.